# Ride Connection

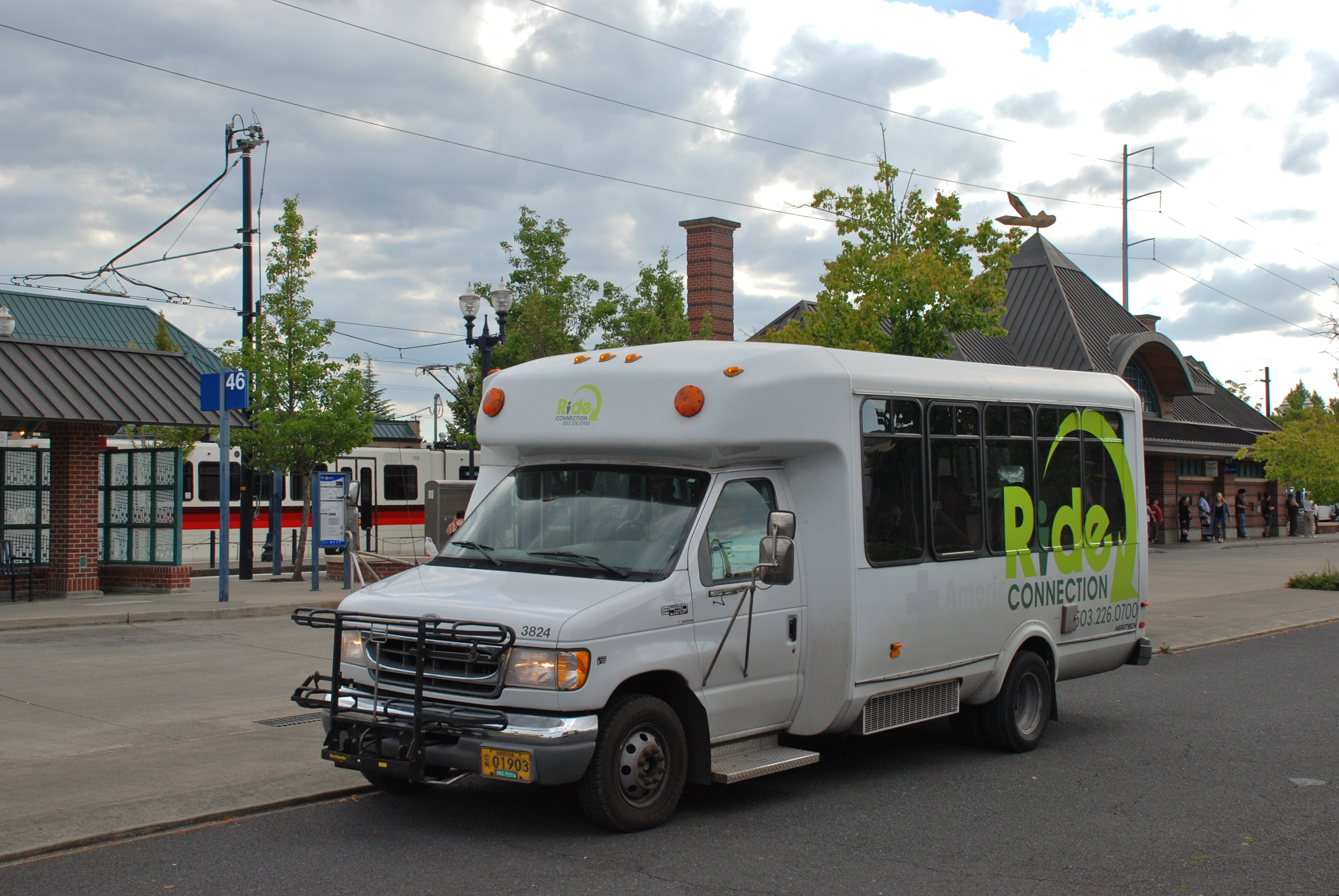
Minibusz Hillsboro pályaudvaron 2014-ben

A Ride Connection buszközlekedéssel foglalkozó nonprofit magáncég az Amerikai Egyesült Államok Oregon államában, a portlandi agglomerációban. 1988. május 26-án alapították Volunteer Transport, Inc. néven.
Menetrend szerinti közlekedés mellett mozgáskorlátozottak igényvezérelt szállításával is foglalkozik.

## Menetrend szerinti viszonylatok
A főképp Washington megyében közlekedő viszonylatokat Community Connector márkanév alatt működtetik. A megállók nyolcszáz méteres körzetében ráhordó járatok igényelhetők. A Tillamook County Transportation Districttel együttműködésben közlekedtetett Wave busz Banks, North Plains és Portland között jár.
A járatok ingyenesek.

### GroveLink
Forest Grove-ban egy keleti és egy nyugati körjárat, emellett a reggeli és délutáni csúcsidőben egy dolgozókat szállító viszonylat közlekedik. A felmérések szerint a TriMet 57-es busza nem tárja fel eléggé a települést, ezért szükség volt kiegészítő járatokra. A szolgáltatás 2013. augusztus 19-én indult.

### North Hillsboro Link
A Westmark Centert és a MAX vasútvillamos Orenco megállóhelyét összekötő viszonylat 2015. november 16-án indult.

### Tualatin Shuttle
Tualatin Shuttle márkanév alatt három, színnel jelölt viszonylat közlekedik a WES vasútvonal Tualatin megállóhelyétől. A Tualatin Employment Shuttle-t a városi kereskedelmi kamara indította 1997-ben, majd a Ride Connection 2014. október 1-jén átvette az üzemeltetést. A kék vonal nyugati irányú körjáratként a Herman út körüli térséget szolgálja ki, a piros pedig a könyvtár és az orvosi rendelő érintésével közlekedik. 2021 szeptemberében bejelentették egy harmadik, a Bridgeport Village bevásárlóközpontot és a kórházakat érintő viszonylat indítását. A buszok hétfőtől péntekig, a WES vonatainak érkezéséhez hangolva közlekednek.

## Fogyatékkal élők és rászorulók szállítása
A hatvan év felettiek, a fogyatékkal élők és az alacsony jövedelműek a TriMet LIFT szolgáltatását kiegészítő igényvezérelt háztól házig szállítást vehetnek igénybe.

## Fordítás
- Ez a szócikk részben vagy egészben  a   Ride Connection című angol Wikipédia-szócikk ezen változatának fordításán alapul.  Az eredeti cikk szerkesztőit annak laptörténete sorolja fel. Ez a jelzés csupán a megfogalmazás eredetét és a szerzői jogokat jelzi, nem szolgál a cikkben szereplő információk forrásmegjelöléseként.